# Square Kilometre Array
 (juin 2024).
Le Square Kilometre Array (en abrégé SKA, en français « Réseau d'un kilomètre carré ») est un projet de radiotélescope géant, de surface collectrice équivalente d’un kilomètre carré (comme son nom l'indique), constitué de plusieurs réseaux interférométriques dans les longueurs d'onde métriques et centimétriques. SKA a été conçu par un consortium scientifique international pour étudier des questions scientifiques essentielles allant de la naissance de notre Univers aux origines de la vie.
Son déploiement est prévu successivement sur deux sites, en Afrique du Sud puis en Australie :
- la Phase 1 (SKA1), dont le coût estimé est de 674 M€ (en valeur 2016). La construction a démarré le 5 décembre 2022, pour une mise en service à l'horizon 2028, consiste à installer environ 10 % du réseau final, sous forme d'environ 200 télescopes paraboliques situés en Afrique du Sud (SKA1-MID), et de 130 000 antennes phasées fixes travaillant aux basses fréquences dans l'ouest de l’Australie (SKA1-LOW). SKA1 représentera un saut qualitatif immense par rapport aux instruments existants, et permettra des avancées décisives dans toutes les thématiques de l'astrophysique et de la physique modernes, comme la cosmologie, l'origine des champs magnétiques cosmiques, le milieu interstellaire, la formation des étoiles aux différentes époques de l'Univers, les ondes gravitationnelles, etc.
- la Phase 2 (SKA2) est envisagée pour les années 2030. Dans cette configuration finale, SKA2 sera l'instrument ultime de la radioastronomie basse fréquence du XXIe siècle.

Dès la phase 1, SKA sera l'une des plus formidables machines jamais déployées par l'homme, et de loin la plus impressionnante sur le plan du débit de données et de la puissance de calcul engagée. Comparé au Very Large Array, le meilleur instrument actuel dans cette gamme de fréquences, SKA1-MID aura une résolution 4 fois supérieure, sera 5 fois plus sensible, et 60 fois plus rapide pour couvrir de grands champs (mode survey). De même, SKA1-low sera 8 fois plus sensible et 125 fois plus rapide que LOFAR, le meilleur instrument actuel dans la gamme des basses fréquences de SKA.
SKA observera les ondes radio de basse fréquence, et couvrira une gamme de longueurs d'onde sans précédent, allant d'environ 50 MHz (6 m de longueur d’onde) à plus de 20 GHz (1.5 cm de longueur d’onde). Cette gamme importante, comparable à l’ensemble X mous – UV – visible – proche infrarouge, ainsi que le gain attendu en matière de vitesse de relevé et de qualité d'image par rapport aux radiotélescopes actuels, donnera accès à une science transformationnelle aux longueurs d'onde centimétriques et métriques. 
En Europe, SKA est reconnu comme une infrastructure de recherche majeure et un projet phare de l'European Strategy Forum on Research Infrastructures (ESFRI).  

## Organisation
Le projet est actuellement piloté par l’Organisation SKA (SKAO), une société internationale britannique à but non lucratif, ldont e siège de SKAO est situé à l' Observatoire de Jodrell Bank au Royaume-Uni.  
Après l'adhésion de l'Espagne le 19 juin 2018, les membres de l’Organisation SKA étaient au nombre de 11, ils sont maintenant 14. la France, représentée par le CNRS-INSU, en est devenue pleinement membre le 11 avril 2022 ; la Suisse y a été admise comme 14e membre le 12 janvier 2022, une admission formalisée lors du WEF à Davos le 25 mai 2022.
Sont observateurs au Board de SKAO : le Japon et Malte.

## Historique
L'histoire de SKA commence dès le milieu des années 80. Diverses propositions de radiotélescopes géants sont motivées par des objectifs allant de la détection de la raie HI 21cm à des distances cosmologiques ou la recherche radio des signaux émis par des civilisations extraterrestres (SETI) qui nécessitent un gain important en sensibilité et donc une surface collectrice importante. La surface de 1 km2 est notamment évoquée lors d’un colloque de l’IAU motivé par le 10ème anniversaire du Very Large Array, en 1990 à Soccorro au Nouveau-Mexique.
1993 : l'Union internationale des radiosciences (URSI) crée un Groupe de travail sur les grands télescopes (Large Telescope Working Group).
1994 : l’Union Astronomique Internationale crée un groupe de travail sur les très grandes infrastructures futures en astronomie.
1997 : protocole d’accord entre huit institutions de six pays (Australie, Canada, Chine, Inde, Pays-Bas et États-Unis) pour mener un programme d'étude technologique en vue d’un futur très grand radiotélescope.
1998 : choix du nom « SKA ».
2000 : signature d’un Memorandum of Understanding (MoU) entre les représentants de onze pays : Allemagne, Australie, Canada, Chine, Inde, Italie, Pays-Bas, Pologne, Royaume-Uni, Suède et Etats-Unis, pour la mise en place du comité directeur international de SKA.
2001 : choix du logo.
2003 : mise en place du project office de SKA.
2005 : MoU pour le développement de SKA ; le comité directeur est élargi à 21 membres (7 pour l'Europe, 7 pour les États-Unis et 7 pour le reste du monde).
2007 : choix de l’Université de Manchester pour héberger le project office de SKA.
En mai 2012, la décision définitive est prise de construire SKA sur deux sites en Afrique du Sud et en Australie. En Australie, la partie basses fréquences de SKA sera installée dans la région du Mileura (en) près de Meekatharra à l'ouest du pays. En Afrique du Sud, la partie moyennes fréquences du projet s'installera dans le désert du Karoo au sud-ouest. 

## Objectifs scientifiques

### L'émission à 21 cm de l'hydrogène neutre
L’idée du « Square Kilometer Array » remonte à la fin des années 1980. À l’origine il s’agissait de mesurer la raie à 21 cm de l’hydrogène neutre (HI) d’objets situés à des distances cosmologiques, émission qui est décalée vers le rouge, donc vers des fréquences plus basses (Ekers 2012 et ses références). Dans sa version actuelle, SKA est toujours une puissante «machine HI», qui  permettra d'étudier comment les galaxies acquièrent et perdent leur hydrogène gazeux, comment il est transformé en étoiles, comment il est lié à la présence éventuelle d'un noyau actif et à la densité de l'environnement. En passant des télescopes actuels à SKA1, on pourra effectuer ce type d’observations tout au long d’une grande partie de l'histoire de l'Univers : on mesurera le contenu en HI de centaines de milliers de galaxies, jusqu'à des temps de retour en arrière d'environ 5 à 6 milliards d'années, alors qu'avec les télescopes actuels, l'observation est limitée à un très petit nombre de galaxies riches en gaz observées, au maximum, il y a environ 2 à 2,5 milliards d'années (Staveley-Smith & Oosterloo 2015).

### Les premiers objets lumineux
Au début des années 2000, une autre application scientifique exceptionnelle des mesures SKA en HI a commencé à émerger : l’étude de l'aube cosmique (« Cosmic Dawn ») et de l'époque de la ré-ionisation (Epoch of Re-Ionisation). Ces phases de l'Univers ont commencé 100 et 280 millions d'années environ après le Big Bang, quand, après l' « âge des ténèbres » pendant lequel la matière de l'Univers était complètement dominée par l'hydrogène neutre, les premières sources (étoiles, galaxies...) ont commencé à se former. Ces objets lumineux étaient capables d'ioniser le gaz autour d’eux, mais ils sont extrêmement difficiles à détecter car leur émission est intrinsèquement faible et absorbée par le milieu environnant. SKA sera capable de cartographier la structure du gaz HI dans lequel ces sources se sont formées, dont la distribution va être caractérisée par des vides : les bulles de matière ionisée entourant les objets lumineux. Ces mesures, qui exigent une sensibilité exquise et la capacité de séparer le signal de toutes sortes d’émission d'avant-plan, sont extrêmement difficiles. Cependant, l’enjeu est majeur et vaut clairement la peine d'investir du temps de télescope et des ressources importantes, puisque les astronomes auront ainsi un accès unique aux phases de l’histoire de l’Univers pendant lesquelles les structures très primordiales observées dans le fond de rayonnement cosmique (Cosmic Microwave Background) par d'autres télescopes comme Planck se sont transformées en toute la variété de sources que nous observons dans l'Univers plus local (Koopmans et al. 2015).

### Le chronométrage des pulsars
Un troisième cas scientifique majeur pour le projet SKA est l'étude des pulsars.
Ces étoiles à neutrons hautement magnétisées émettent un rayonnement radio qui est détecté comme une impulsion à chaque fois que le faisceau traverse notre ligne de visée. Un pulsar est donc un « phare cosmique », dont la lumière s’allume et s’éteint avec une période constante et extrêmement courte (les valeurs observées vont de 1,4 ms à moins de 10 secondes).
La recherche sur les pulsars a pris de plus en plus d’importance au fil du temps. La première raison est qu'ils sont de véritables laboratoires de physique dans des conditions extrêmes, très éloignées de ce qu’on peut atteindre sur Terre, avec des champs gravitationnels très forts,  des densités de matière supérieures aux densités nucléaires, et des champs magnétiques très élevés. La deuxième raison, dont l’importance apparaît pleinement aujourd'hui après la première détection directe des ondes gravitationnelles par les collaborations scientifiques LIGO et Virgo en 2015 et 2016 ,), est qu'un réseau de pulsars peut être utilisé comme un détecteur géant d’ondes gravitationnelles. Les impulsions de ces étoiles à neutrons sont extrêmement régulières (leur stabilité peut atteindre 10-16). Cela signifie que même de petites perturbations dans la trame de l'espace-temps, comme celles créées par la propagation d'une onde gravitationnelle, peuvent être détectées via des mesures de distance des pulsars. Lorsqu'elles se propagent à travers le réseau de pulsars, ces ondes gravitationnelles peuvent en effet augmenter notre distance par rapport à l’une de ces étoiles à neutrons et diminuer la distance par rapport aux autres, augmentant ou diminuant ainsi légèrement les temps d’arrivée de l'impulsion. Pour détecter la propagation d’ondes gravitationnelles dans l'espace, il est donc possible d'utiliser des mesures extrêmement précises des temps d’arrivées des pulses.

### Champs magnétiques cosmiques
Le SKA sera également un instrument unique pour étudier les champs magnétiques dans toutes sortes de sources, à des échelles spatiales allant des quelques millions de kilomètres (éjections de masse coronale dans le Soleil) à des dizaines de Mpc (1021 km, 1 parsec (pc) correspondant à 3 1013 km) pour les filaments cosmiques qui relient les galaxies et amas de galaxies dans l'Univers. Cette étude se fera essentiellement via la mesure de rotation de Faraday (RM). De manière très simplifiée, le signal synchrotron provenant de sources radio est polarisé linéairement et sa direction de polarisation tourne lorsqu'il traverse un plasma magnétisé d’avant plan avant d'atteindre nos télescopes sur Terre. Cette rotation dépend du carré de la longueur d'onde observée et d’une grandeur (la « Rotation Measure », RM) qui dépend de l'intensité du champ magnétique traversé. Donc, si nous pouvons détecter une grande quantité de sources radio d’arrière-plan, des observations multi-longueurs d'onde nous permettent de reconstituer la structure 3D du champ magnétique d’avant-plan. Le grand avantage du SKA par rapport aux meilleurs radiotélescopes actuels, c'est qu’il portera le nombre de sources radio avec une mesure de RM de 40 000 à plusieurs millions (Johnston-Hollitt et al. 2015).

### Autres objectifs scientifiques
S'il s'agit des principaux champs où SKA permettra une science transformationnelle qui pourra être réalisée uniquement avec cet instrument, d'autres secteurs astrophysiques en bénéficieront énormément. L'évolution des galaxies ne sera pas seulement abordée par le biais d'études en raie HI, mais aussi grâce à l'analyse de l'émission radio diffuse, qui est un puissant traceur des galaxies actives, qu’il s’agisse de formation d'étoiles ou de la présence d’un trou noir central. Dans les deux cas, nous détectons un rayonnement synchrotron continu, lié à la présence d'électrons relativistes et de champs magnétiques. Dans les galaxies actives en formation d’étoiles, les explosions de supernovae sont responsables de l'accélération des rayons cosmiques, tandis que dans les galaxies à noyau actif (AGN), le plasma relativiste est éjecté par le noyau central compact abritant un trou noir. Grâce aux observations radio, nous pouvons donc dévoiler les champs magnétiques à l'intérieur des galaxies, étudier la formation des étoiles depuis notre Voie Lactée jusqu'aux galaxies à haut décalage spectral (< 4), mais aussi analyser le rôle des trous noirs dans l'évolution des galaxies jusqu’à des distances cosmologiques (Prandoni & Seymour 2015 ; Umana et al. 2015).
Dans l'Univers très local, l'un des cas scientifiques les plus passionnants du SKA, où il sera complémentaire à d'autres instruments, est ce qu’on appelle le "berceau de la vie" (cradle of life). SKA devrait pouvoir étudier les disques protoplanétaires autour des étoiles jeunes, la chimie organique des planètes terrestres semblables à la Terre, et même détecter les signes d'une possible vie extra-terrestre sur des planètes des systèmes solaires voisins (expérience Search for Extraterrestrial Intelligence (SETI)).
Les nouvelles découvertes scientifiques, ainsi que les développements technologiques, ont donc considérablement élargi les ambitions scientifiques de SKA, qui abordera des questions ouvertes couvrant une variété de champs de l'astronomie et de la physique, à travers une vaste gamme d'échelles et sur une grande partie de l'histoire de l'Univers.

## Caractéristiques techniques
Dans sa partie basses fréquences (50 à 350 MHz), le télescope sera composé de centaines de milliers d’antennes élémentaires (comme des dipôles ou des éléments log-périodiques), qui seront disposés dans des centaines de stations de quelques mètres de diamètre. Le signal de tous les éléments à l'intérieur d'une station sera combiné numériquement et toutes les stations travailleront ensemble pour former un réseau interférométrique. La séparation entre stations ira de quelques dizaines de mètres dans une zone centrale, jusqu'à plusieurs dizaines, voire plusieurs centaines, de kilomètres dans la zone extérieure. Cette partie basses fréquences du télescope sera construite dans le désert de Murchison, dans l’Ouest de l’Australie. 
Aux fréquences les plus élevées couvertes par SKA (au-dessus de 350 MHz), le réseau se composera de centaines de paraboles de 15 m de diamètre, dans un premier temps dans le désert du Karoo en Afrique du Sud (environ 500 km au nord du Cap), pour s'étendre ensuite à d'autres États de l'Afrique centrale jusqu'à l'Afrique du Nord, avec des lignes de base maximales de centaines voire de milliers de kilomètres. D'autres développements techniques sont prévus pour couvrir les fréquences intermédiaires de SKA.
Ces chiffres donnent une idée des raisons pour lesquelles SKA est considéré comme un projet « Big Data ». Dès la première phase du projet (SKA1), ces très nombreux éléments génèrent un énorme débit de données : plusieurs téraoctets par seconde. Même après traitement des données, la quantité de données archivées pour leur exploitation astronomique sera de l'ordre de 50 à 300 pétaoctets par an. Le traitement et le stockage des données nécessiteront au début des années 2020 des superordinateurs environ 10 fois plus puissants que les machines les plus rapides disponibles aujourd'hui.
Selon Bernie Fanaroff (directeur du projet en Afrique du Sud), la sensibilité de ce réseau de radiotélescopes sera telle qu'« une personne qui utiliserait le SKA en direction de la Terre depuis une étoile située à 50 années-lumière serait capable de détecter tous les radars d'aéroports et les émetteurs de télévision de la planète ».

## Statut de la construction

### Les éléments techniques de SKA1
Comme pour la plupart des grands projets scientifiques, la conception de SKA a été décomposée en plusieurs lots de travaux (Work Packages, WP) gérés par des consortiums internationaux responsables d'éléments spécifiques de l'observatoire final.
Ces consortiums ont été formés après 2013, lorsqu'un appel à propositions a été envoyé par SKAO à tous les instituts de recherche et partenaires industriels potentiellement intéressés. L'organisation ou l'entité chef de file des toutes les propositions devait se situer dans un pays membre de l'Organisation SKA ; aucune restriction n'a été imposée pour les autres partenaires de la proposition ni pour les sous-traitants.
Bien que le conseil d'administration de SKA et SKAO aient joué un rôle clé dans la sélection et la coordination des consortiums, ces derniers opèrent de manière indépendante et sont entièrement responsables du financement de leurs travaux.
Onze WP ont été définis par SKAO, qui sont listés ci-dessous, regroupés en deux groupes principaux. Il est à noter qu'à quelques exceptions près, le nom de chaque consortium est le même que celui du WP correspondant.

#### Éléments du programme SKA1
- Dish;
- Low Frequency aperture array  (le nom du consortium est Aperture Array  Design and Construction, AADC);
- Telescope manager ;
- Science Data Processor ;
- Central signal processor ;
- Signal and data transport;
- Assembly Integration Verification ;
- Infrastructure, en Australie et en Afrique du Sud

La plupart de ces éléments du projet sont en phase de conception détaillée et mi-2018, les revues de conception détaillée étaient en cours. Leur avancement peut être suivi sur le site de SKAO.

#### Programme d’instrumentation avancée
- Mid-frequency aperture array[17], qui vise à développer les technologies nécessaires pour le réseau moyenne fréquence, 400 MHz et au-delà, qui sera déployé dans la phase 2 de SKA,  et dont EMBRACE était un démonstrateur,
- Wide-band single pixel feed[18], dont l'objectif est de développer un système de réception permettant de couvrir une gamme de fréquences d'un facteur 4 à 8.

### Précurseurs et éclaireurs

#### Précurseurs
Les précurseurs sont des instruments opérant aux mêmes longueurs d'onde de SKA et sur les futurs sites du télescope, auquel certains d'entre eux seront intégrés. 
En Australie, il s'agit de:
- Australian SKA Pathfinder (ASKAP)
- Murchison Widefield Array[19], à Meekatharra en Australie-Occidentale, opérationnel depuis 2013 (MWA), et qui a fait l'objet d'une extension majeure terminée en avril 2018[20].

En Afrique du Sud:
- MeerKAT, précurseur de la partie moyenne fréquence de SKA,
- Hydrogen Epoch of Reionization HERA), dont la construction est terminée depuis 2016.

#### Les éclaireurs (Pathfinders)
Ce sont des instruments qui permettent de mener des recherches scientifiques et/ou technologiques liées à SKA. Ils sont labellisés par SKAO. On peut citer:
- APERture Tile In Focus (APERTIF), Pays-Bas
- Arecibo Observatory, Puerto Rico
- Allen Telescope Array (ATA), ETats-Unis
- electronic European VLBI Network (eEVN), Europe
- Electronic MultiBeam Radio Astronomy ConcEpt (EMBRACE), France & Pays-Bas. Situé sur la station de radioastronomie de Nançay dans le Cher (Observatoire de Paris/CNRS/Université d'Orléans), EMBRACE est un demonstrateur technologique constitué d'un réseau de 4608 antennes phasées fonctionnant entre 900 MHz et 1 500 MHz, d’une surface de 70 m²[21].

- e-MERLIN, Royaume-Uni
- Karl G. Jansky Very Large Array (VLA), Etats-Unis
- Giant Metrewave Radio Telescope (GMRT), Inde
- Low Frequency Array, Pays-Bas. LOFAR est un réseau phasé d'antennes fonctionnant entre 10 et 240 MHz, distribué sur environ une centaine de km aux Pays-Bas avec des stations dans d'autres pays européens.
- Long Wavelength Array (LWA), Etats-Unis
- NenuFAR (New extension in Nançay upgrading LOFAR), France. NenuFAR, en cours de construction, est un réseau phasé et interféromètre géant compatible avec LOFAR composé à terme de 1938 antennes : 96+6 mini-réseaux de 19 antennes chacun (25 m ∅). Le cœur de l'instrument aura un diamètre de 400m et des extensions sont prévues jusqu'à une distance de 3km.
- Parkes Telescope, Australie
- SKA Molonglo Prototype (SKAMP), Australie.

## SKA en France
La France, membre fondateur de SKA, a quitté en 2011 l'organisation chargée de préparer sa construction, pour des raisons budgétaires et programmatiques. Les activités scientifiques autour du projet ne se sont cependant pas arrêtées en France. La communauté astronomique française a réaffirmé son intérêt majeur pour le projet SKA lors de son exercice quinquennal de prospective en 2014, et en a organisé depuis 2016 la préparation scientifique et technique autour de la structure de coordination nationale SKA France. Cette structure est pilotée par cinq établissements (CNRS-INSU, Observatoires de Paris et de la Côte d'Azur, Universités de Bordeaux et d'Orléans).
La publication en octobre 2017 d’un livre blanc , avec la participation de presque 200 auteurs français et de plus de 40 laboratoires de recherche, a démontré le fort investissement de la communauté astronomique française, et celui croissant d'acteurs scientifiques et technologiques majeurs des domaines des Big Data et du calcul très haute performance.
Les actions initiées par la coordination SKA France, relevant tout autant de la préparation scientifique de SKA que des activités de R&D nécessaire à son développement, sont donc menées aussi bien dans les établissements qui pilotent SKA France qu'en dehors de ceux-ci. L'exploitation d'instruments éclaireurs comme LOFAR et NenuFAR en France et en Europe, ou précurseurs comme MeerKAT, ASKAP, MWA en Afrique du Sud et Australie, démontre très clairement que la radioastronomie du XXIe siècle implique toute la communauté astronomique, exploitant des données réduites et calibrées mises à disposition. Ainsi une estimation prudente du nombre de chercheurs concernés par l'exploitation de SKA1 s'élève à 400 personnes en France, et plus de 4000 au niveau mondial. Cette estimation recouvre les chercheurs de la communauté astronomique française, de la communauté HPC et d'autres domaines applicatifs, ainsi que de l'industrie qui est prête à investir des efforts à long terme dans SKA.
Le 17 mai 2018, SKA a été inscrit en tant que projet sur la Feuille de Route nationale des Très Grandes Infrastructures de Recherche, publiée par le Ministère de l'Enseignement supérieur, de la Recherche et de l'Innovation.
Le 26 juillet 2018, le consortium « Maison SKA-France »  devient le 12e membre de l’Organisation SKA à la suite de l’approbation de son adhésion par le Conseil d’administration de SKA. Coordonné par le CNRS, le consortium comprend actuellement cinq institutions et organismes de recherche et sept industriels.

### Journées SKA France
La première Journée SKA France a eu lieu le 16 octobre 2017 à Paris.
À l’occasion de cet événement, la Coordination SKA France a introduit officiellement aux représentants des ministères, des organismes et établissements, et des partenaires industriels, ainsi qu'aux communautés scientifiques concernées :
- le Livre Blanc SKA français[24], qui regroupe les contributions de plus de 170 chercheurs et experts industriels, et présente les perspectives de la communauté scientifique et technique française pour le projet SKA ;
- la Maison SKA France[25], qui réunit les acteurs académiques et industriels pour positionner au mieux les intérêts scientifiques et technologiques de la France dans le projet SKA.

Avec 120 participants, la journée a été l’occasion d’échanges et questions à propos du projet SKA et a montré avec succès l'intérêt croissant de la communauté française.

### Maison SKA France
La Coordination SKA France, avec ses partenaires privés, a décidé d'évoluer vers la "Maison SKA France", destinée à être non seulement un forum pour des membres afin d'organiser leur participation aux travaux préparatoires de SKA, mais aussi un précurseur d'un nouveau paradigme pour les relations entre les mondes de l'industrie et de la recherche, ayant le même calendrier et les mêmes objectifs, avec cependant différentes perspectives d'utilisation finale.
La Maison SKA France inclut aujourd'hui cinq instituts de recherche (CNRS, Observatoire de Paris, Observatoire de la Côte d'Azur, Université d'Orléans et Université de Bordeaux) et sept compagnies privées (AirLiquide, ATOS-Bull, Callisto, CNIM, FEDD, Kalray, TAS).
La réunion de lancement de la Maison SKA France a eu lieu le 1er février 2018.